# Javier Sánchez (labdarúgó)
Javier Sánchez (Getafe, 1997. március 14. –) spanyol korosztályos válogatott labdarúgó, a Valladolid hátvédje.

## Pályafutása

### Klubcsapatokban
Sánchez a spanyolországi Getafe városában született. Az ifjúsági pályafutását az Atlético Hispanidad csapatában kezdte, majd a Real Madrid akadémiájánál folytatta.
2016-ban mutatkozott be a Real Madrid tartalék, majd 2018-ban az első osztályban szereplő felnőtt keretében. A 2019–20-as szezonban a Valladolid csapatát erősítette kölcsönben. A lehetőséggel élve, 2020. július 1-jén a Valladolidhoz igazolt. Először a 2020. július 4-ei, Alavés ellen 1–0-ra megnyert mérkőzésen lépett pályára. Első gólját 2021. augusztus 20-án, a Real Zaragoza ellen hazai pályán 2–0-ás győzelemmel zárult találkozón szerezte meg.

### A válogatottban
Sánchez egy mérkőzés erejéig tagja volt a spanyol U19-es válogatottnak.

## Statisztikák
2022. december 30. szerint
| Klub        | Szezon   | Osztály          | Bajnokság | Bajnokság | Kupa és Ligakupa | Kupa és Ligakupa | Nemzetközi | Nemzetközi | Összesen | Összesen |
| Klub        | Szezon   | Osztály          | Meccs     | Gól       | Meccs            | Gól              | Meccs      | Gól        | Meccs    | Gól      |
| ----------- | -------- | ---------------- | --------- | --------- | ---------------- | ---------------- | ---------- | ---------- | -------- | -------- |
| Real Madrid | 2018–19  | La Liga          | 1         | 0         | 2                | 1                | 2          | 0          | 5        | 1        |
| Valladolid  | 2019–20  | La Liga          | 8         | 0         | 1                | 0                | —          | —          | 9        | 0        |
| Valladolid  | 2020–21  | La Liga          | 16        | 0         | 2                | 0                | —          | —          | 18       | 0        |
| Valladolid  | 2021–22  | Segunda División | 28        | 2         | 0                | 0                | —          | —          | 28       | 2        |
| Valladolid  | 2022–23  | La Liga          | 13        | 1         | 1                | 0                | —          | —          | 14       | 1        |
| Valladolid  | Összesen | Összesen         | 65        | 3         | 4                | 0                | 0          | 0          | 69       | 3        |
| Összesen    | Összesen | Összesen         | 66        | 3         | 6                | 1                | 2          | 0          | 74       | 4        |

## Sikerei, díjai
Valladolid
- Segunda División
  - Feljutó (1): 2021–22

## Fordítás
Ez a szócikk részben vagy egészben  a   Javi Sánchez (footballer) című angol Wikipédia-szócikk fordításán alapul.  Az eredeti cikk szerkesztőit annak laptörténete sorolja fel. Ez a jelzés csupán a megfogalmazás eredetét és a szerzői jogokat jelzi, nem szolgál a cikkben szereplő információk forrásmegjelöléseként.